# Prix littéraire de Thuringe
Pour les articles homonymes, voir Thuringe (homonymie).
Le prix littéraire de Thuringe ((de) Thüringer Literaturpreis) a été doté et attribué jusqu'en 2009 par la Société littéraire de Thuringe et le fournisseur d'énergie Thüringer Energie. Depuis 2011 il est porté par le ministère de l'Éducation, de la Science et de la Culture de Thuringe et par la Fondation culturelle des caisses d'épargne de Hesse et de Thuringe.
Le prix récompense des auteurs contemporains, originaires de Thuringe, y vivant où dont les œuvres ont un rapport avec la Thuringe. Il est attribué tous les deux ans et doté de 8 000 euros (6 000 euros auparavant). Le choix est opéré par un jury indépendant de trois personnes.

## Lauréats
- 2005 - Sigrid Damm
- 2007 - Ingo Schulze
- 2009 - Reiner Kunze
- 2011 - Jürgen Becker
- 2013 - Kathrin Schmidt
- 2015 - Wulf Kirsten
- 2017 - Lutz Seiler
- 2019 - Sibylle Berg